# Deliciosamente tontos
Deliciosamente tontos és una pel·lícula espanyola de 1943 dirigida per Juan de Orduña.
Juan de Orduña va ser un director tot terreny del cinema, hàbil en la comèdia on exhibeix el material còmic d'aquesta comèdia, una de les set que el director va filmar per a Cifesa en els anys quaranta. Va tenir molt d'èxit en taquilla en donar-li aquest aire d'embolic de les comèdies americanes que es feien en aquesta època.

## Argument
Un milionari cubà deixa la seva fortuna a la primera parella que es casi entre dues famílies, els Acevedo i els Espinosa, abans del centenari de la seva mort. Si no tota la seva fortuna passarà a beneficència. María Espinosa, que viu a Cuba, es casa per poders amb Ernesto Acevedo, que viu a Espanya, i emprèn el viatge amb vaixell per conèixer al seu marit.

## Repartiment
- Alfredo Mayo - Ernesto Acevedo
- Amparo Rivelles - María Espinosa
- Antonio Riquelme - Radiotelegrafista
- Alberto Romea - Don José
- Fernando Freyre de Andrade - Dimas
- Paco Martínez Soria - Notari